# Порицање трудноће
Порицање трудноће јесте облик негирања које труднице или девојке показују везано за чињеницу или импликације стања своје трудноће.
Једна студија је показала да су жене које су порицале сопствену трудноћу чиниле 0,26% свих жена које су се породиле. У каснијој студији наводи се да је проценат оваквих случајева који трају до порођаја око 1 на 2500 трудноћа.

## Психотично порицање
Ово је облик порицања који је толико екстреман да потпада под категорију делузије. Физички симптоми трудноће могу бити одсутни или их жена не примећује. Када се симптоми појаве, погрешно се тумаче. Неке жене осећају да нешто расте у њима тумаче као рак или крвни угрушак. Поједине жене могу веровати да су покрети фетуса њихови органи који се лабаве унутар тела.